# Gaita
La gaita és un tipus d'instrument musical aeròfon de caràcter tradicional que responen a característiques diverses i que es toquen en diferents indrets de la península Ibèrica i l'illa de Mallorca. La majoria d'instruments que responen a aquest nom pertanyen a la tipologia de les cornamuses.
Segons Joan Coromines el nom prové del mot gòtic 'gaits', que significa 'cabra', en referència a la procedència de la pell emprada per fer el bot. Això explicaria l'existència de paraules semblants per a denominar les cornamuses de països diversos sobretot de l'Europa oriental en els territoris dels quals s'haurien instal·lat els ostrogots o els visigots. De tota manera, cal no oblidar l'existència de l'instrument anomenat ghaita, gheita o al-ghaita, de la família de les xeremies, en alguns països del Magrib.

## Gaites de la península Ibèrica de la família de les cornamuses

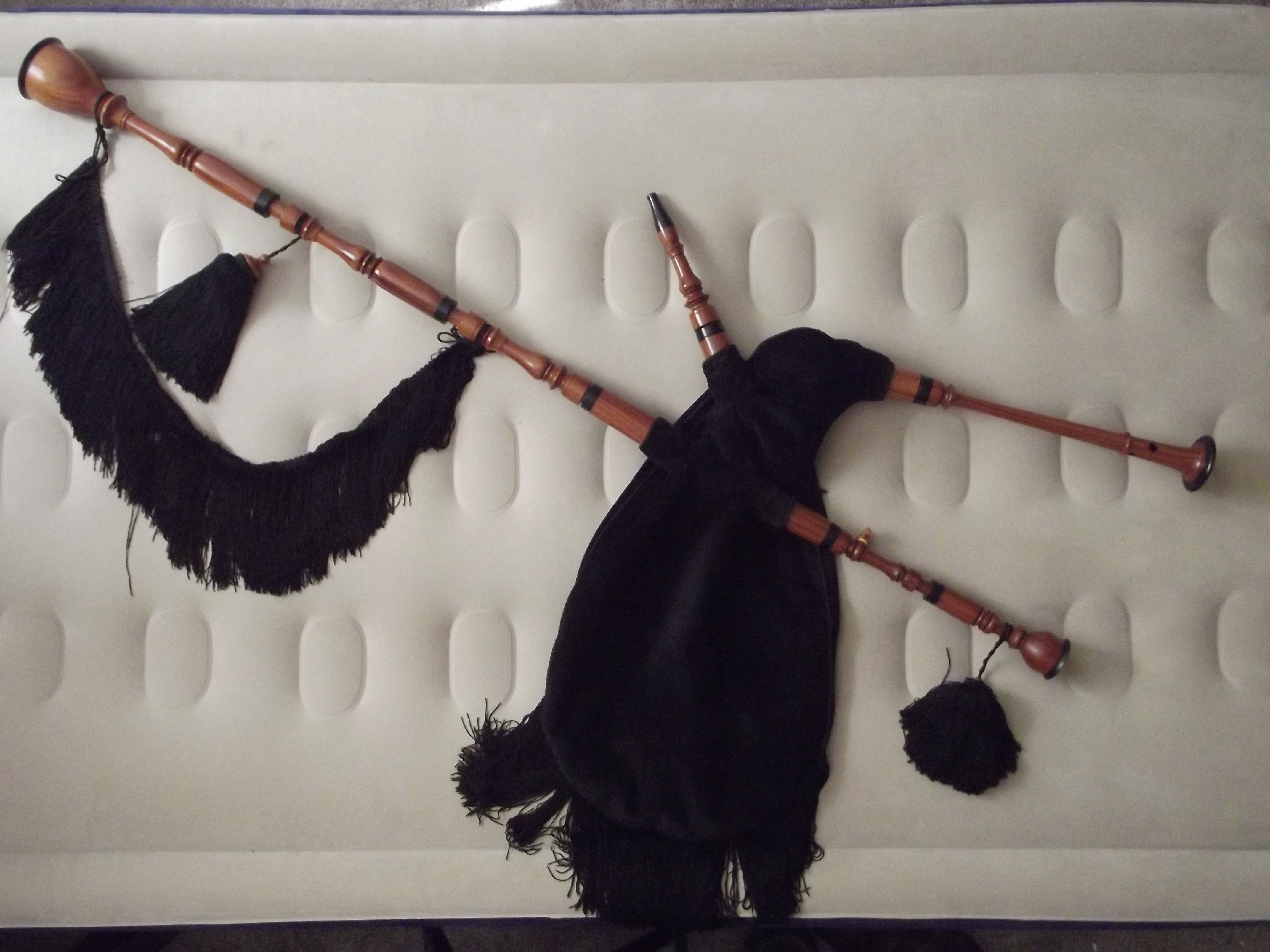

A la península Ibèrica es poden trobar fins a set tipus diferents de cornamuses que reben –a vegades a més d'altres- el nom de gaita. Les diferències rauen tant en la tècnica constructiva i la morfologia com en els estils interpretatius, la literatura, els usos i repertoris, així com la vitalitat actual i el nombre de practicants amb què compta da un d'ells

### Galícia, zones de la província de Lleó i de Portugal

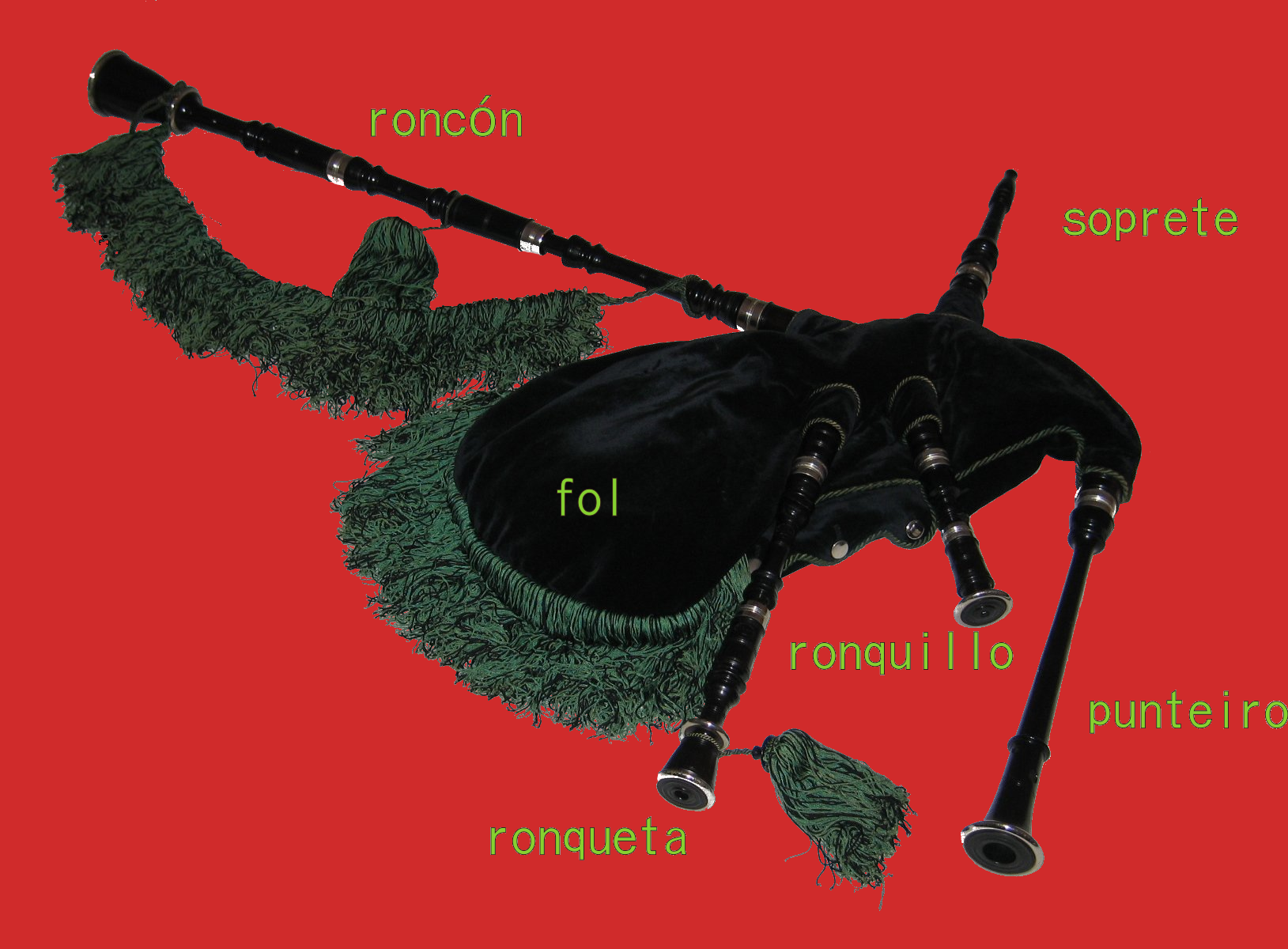
Morfologia de la gaita gallega.

La gaita gallega té un tub melòdic que rep el nom de "punteiro" i un o més bordons, anomenats "ronco" o "roncón" (quan només n'hi ha un), ronquilla o ronqueta, i chillón o pieiro. Tot i que antigament es construïa i es tocava d'acord amb la digitació semitancada, entre finals del segle xix i principis del segle xx es va començar a modificar fins a l'actualitat, en què funciona amb una digitació molt semblant a la de la flauta de bec. Les alteracions s'obtenen amb digitacions de forquilla, tot i que és possible trobar exemplars vells d'instruments amb digitació tancada i altres de digitació oberta però diatònics. La llengüeta, anomenada "palleta", és doble, va muntada sobre un tudell metàl·lic, i és de perfil cònic com a la resta de cornamuses ibèriques. En general l'extensió és d'una octava més una nota per sota de la tònica més greu; és a dir, que en una gaita afinada en do, la nota més greu és un si, la qual cosa enriqueix les melodies cadencials que es poden practicar. Amb tot, alguns constructor, modernament, han aconseguit fer instruments que poden fer algunes notes de la segona octava. El repertori tradicional més antic que s'ha pogut recopilar mai no fa ús d'aquestes notes de la segona octava la qual cosa mostra clarament que no es podien fer.
El roncón i en el seu cas la ronqueta són tubs de perforació cilíndrica el diàmetre exterior dels quals va augmentant en les successives peces en les quals es desmunta. Funcionen amb una llengüeta simple anomenada pallón. El roncón s'afina dues octaves per sota de la tònica greu del punteiro, i la ronqueta ocupa l'octava intermèdia.
A part de fer-se servir a Galícia d'on és originària, i a la comarca de El Bierzo, s'ha estès per algunes zones de la província de León on ha desplaçat la gaita pròpia d'aquella zona, anomenada sanabresa (Sanabria) o cabreiresa (comarca de Cabreira) que era més arcaica i no tenia tantes possibilitats, entre altres d'afinació i per a la configuració de bandes de gaites.
A gairebé tot el centre i nord de l'occident de Portugal – des del riu Miño fins a Setúbal- la seva presència va d'antic: s'han trobat força restes de punteiros que en testimonien la presència a l'edat mitjana. Aquesta presència es dona en cinc grans regions: entre Douro i Miño, Beira Litoral, Ribatejo, Estremadura i Alentexo Litoral. El mateix instrument s'hi denomina de maneres diverses: Gaita, gaita-galega, gaiteiro, gaita-de-fole et gaita-de-foles.

### Principat d'Astúries, terç occidental de Cantàbria (i zones del Nord de la província de León)

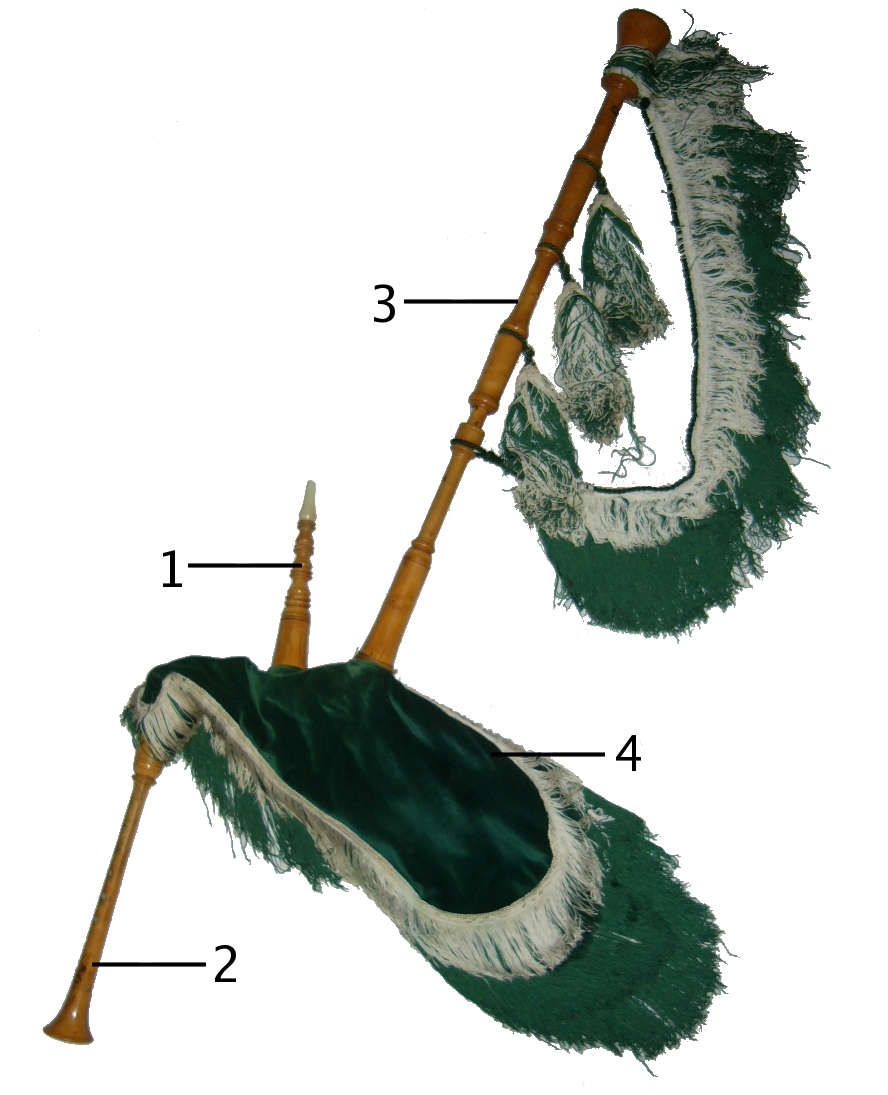
Morfologia de la gaita asturiana.
1) Soplete
2) Punteru
3) Roncón
4) Fuelle

La gaita asturiana és més gran que la gallega per a la mateixa tonalitat: tot i estar afinades igual, els seus tubs són més llargs. També té un tub melòdic anomenat punteru, amb llengüeta doble, anomenada payuela, més petita que la gallega. La morfologia del punteru i la distribució dels forats fa que pugui pujar fins a la 4a de la segona octava només incrementant la pressió d'aire, cosa que s'aconsegueix pressionant amb més força el bot amb el braç contra el cos; d'això se'n diu requintar. Tradicionalmen, aquesta gaita només tenia dos tubs: el punteru i el roncón. Actualment també és freqüent veure'n amb un bordó tenor anomenat ronquín, afinat igual que a la gaita gallega.

### Aragó

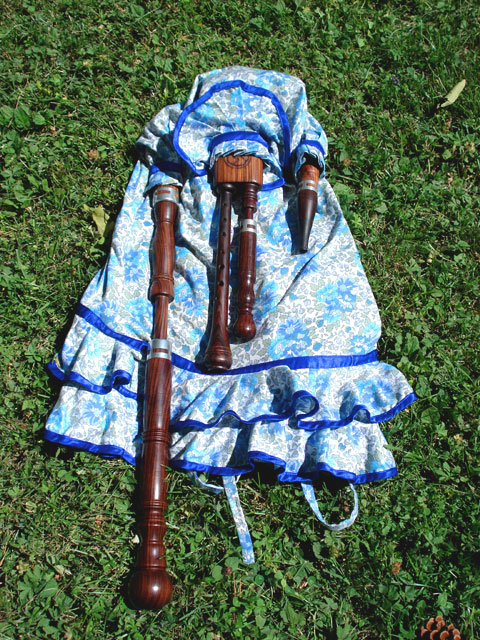
Gaita de boto aragonesa

La gaita pròpia d'Aragó rep el nom de "gaita de boto". Consta d'un bot anomenat boto, un bufador per omplir-lo, i tres tubs sonors: el tub melòdic, anomenat clarín, el bordó més llarg i greu, anomenat bordón, i l'altre, anomenat bordoneta, afinat a l'octava superior. Tots tres tubs estan col·locats junts. El boto tradicionalment és de pell de cabra i generalment és voluminós. El bot va vestit, amb una vestimenta fins a cert punt similar al vestit d'una nena. Els bordons van reforçats amb estany o amb banya i qualsevol dels tubs es pot veure folrat amb pell de colobra. El clarín pot tenir tant digitació oberta com semitancada. El més habitual és la tonalitat de Do (ja sigui major o menor); el seu àmbit va des del si fins al do de l'octava superior.

### Portugal, províncies León i Zamora
És una gaita pròpia del nord i nord-est de Portugal i zones adjacents de les províncies de León i Zamora com són les comarques de Cabreira, El Bierzo, la Maragateria a León i les de Sanabria, Carballeda, Aliste, Tabara i Tierra de Alba, a Zamora. En tots aquests indrets es manté en ús tot i que la seva extensió segurament que havia estat major.
Té denominacions diverses en funció de cada zona on es fa (o es feia) servir. A Portugal en diuen gaita transmontana i a l'altra banda de la frontera s'acostuma a anomenar gaita sanabresa, alistana o cabreiresa; per la cobertura geogràfica que havia tingut se'n podria ben bé dir gaita lleonesa. La denominació que comparteixen a ambdues bandes de la frontera és la de "gaita de fole" o simplement fole.
Té digitació oberta, afinació tradicional, amb una forma i potència de so que l'apropen a l'asturiana, igual que la forma de la llengüeta. La seva factura és més gran i amb més fusta; la perforació interna és més ampla que la gallega i l'asturiana, no fa alteracions (ni n'hi ha en el seu repertori tradicional) i té una escala modal amb microtons, inferiors al semitò, especialment entre els graus 3r i 7è, i a vegades també en el 6è, és a dir, precisament en els graus modals. A la zona portuguesa es poden trobar gralls afinats en escales majors i menors, amb afinacions en Si bemoll (major o menor), Si, La i Do.
No s'ha de confondre amb la "gaita zamorana" que és uns instrument del tot diferent (vegeu més avall).

### Salamanca i Extremadura
A Salamanca es constata l'existència d'una gaita pròpia fins als anys 60 del segle xx com a instrument popular i tradicional. L'últim constructor (Francisco Muñoz, de Vitigudino) va morir l'any 2000. No s'ha de confondre aquest instrument amb la gaita charra, que és una flauta de tres forats tocada amb un tambor (vegeu més avall).
A Extremadura i concretament al municipi de San Martín de Trevejo, es conserven fonts documentals del segle xviii que testimonien pagaments aun gaiter per fer front a la compra d'un "barquiño" (bot) nou per a la gaita municipal. Altres documents més antics, medievals en testimonien la presència a tota la línia fronterera entre els dos estats, fins a l'Algarve.
És probable que tant aquesta gaita de San Martín com la de Salamanca siguin models propers i emparentats amb la gaita mirandesa-zamorana: afinades en do, llegüetes dobles amples, perforacions interiors de major diàmetre, etc. tot i la particularitat de disposar o no d'un bordó sobre l'espatlla.

### Catalunya
La cornamusa pròpia de Catalunya és el sac de gemecs que també rep altres noms com buna, coixinera, criatura verda, etc. Consta d'un grall, un bufador, el sac i tres bordons, units en una mateixa peça anomenada braguer. Està afinat en do i el seu àmbit és de si2 a do4, tot i que els models actuals poden practicar una octava i mitja cromàtica amb digitacions de forquilla, sense haver de recórrer a tapar mig forat. Així l'extensió s'ha incrementat fins a fa4. Els bordons fan, respectivament, un do2, sol2, i do3. El grall és de perforació cònica i de llengüeta doble; els rodons són de llengüeta simple. En la seva versió tradicional els bordons pengen per davant. Hi ha uns pocs sacaires que l'usen en una versió que ells anomenen "de concert" i surten en direcció lateral i recolzen en l'avantbraç. Tanmateix la majoria dels concerts es realitzen amb sacs de gemecs amb la seva posició natural: penjant pel davant. Com es fa des de l'edat mitjana.
A la Vall d'Aran s'ha recuperat recentment l'anomenat bot aranès. És una cornamusa molt senzilla i rústica, amb grall cilíndric de llengüeta simple, molt llarga. La sonoritat d'aquest instrument és molt greu però dolça. No té cap bordó. La seva recuperació va ser encomanada pel govern aranès al luthier Cesc Sans. Grups com Es Corbilhuèrs contribueixen a fer que el so d'un instrument fins ara extingit torne a escoltar-se per tota la vall.

### Mallorca
La cornamusa pròpia de Mallorca s'anomena xeremies (quasi sempre en plural). La seva morfologia és més aviat antiga. Al forat del que era un braç de la pell de la cabra s'hi col·loca el bufador i a l'altre el grall. Al cap s'hi posa la "trompa" i els altres bordons que s'anomenen fillols si estan tapats i no sonen. L'altra meitat de la pella es lliga i així queda configurat el sac. El grall té una canya doble i té una extensió de si2 a do4, tot i que pot octavar fins a sol4 fent més pressió sobre el sac. Les úniques alteracions una mica habituals són el si bemoll i el fa diesi. La trompa té una canya anomenada bruma. El bordó més greu dona un do; en el cas que els altres també sonin donen un sol i un do, a la quinta i l'octava superiors, respectivament. Cal tenir en compte, però que també hi ha xeremies afinades en do diesi.

### La Rioja
La gaita de bota és la cornamusa pròpia de la comunitat autònoma de La Rioja. Pràcticament havia desaparegut i està en procés de recuperació. Té semblances amb la gaita gallega primitiva, amb un sol bordó; algunes que es fan modernament tenen un bordó afinable en do o en re. El grall compta amb un barrilet que protegeix la canya, que és doble i semblant a la de la gaita navarresa (vegeu més avall). El bordó en penjaven unes borles, el sac s'anomenava bota, i la canya doble del grall, pita.

## Altres instruments anomenats gaita que no pertanyen a la tipologia de les cornamuses

### Instruments de la família de les xeremies
A Euskadi i Navarra "gaita" és el nom que rep un instrument de vent fusta, de perforació cònica i llengüeta doble, de la família de la xeremia i la gralla, i sense claus. En algunes zones de Castella –Sòria, Segòvia, Burgos, Guadalajara, Valladolid- la dolçaina castellana és coneguda amb el nom de gaita i les bandes que integren dolçaines i tambors es coneixen amb el nom de "gaiteros".

### Instruments de la família de les alboques
En algunes contrades de la Serra de Guadarrama fins a la dècada de 1940 es va tocar la denominada gaita serrana que actualment està en procés de recuperació. És un instrument de la família de les alboques. Consta d'un tub –normalment de fusta de figuera, amb 4 o 5 forats, un dels quals al darrere- de secció exterior quadrada o circular. A cada un dels extrems hi ha una banya; per una es bufa i fa de protector de la llengüeta simple, i l'altra fa de campana o pavelló. Està afinada en una escala menor. També és de la mateixa família la "gaita gastoreña", pròpia del municipi de Gastor a la Sierra de Cádiz. Té un sol tub, amb llengüeta simple, i una sola banya, que li fa de pavelló.

### Instruments de la família de les flautes de tres forats
A gairebé tota la província de Salamanca i nord de la de Càceres es toca l'anomena "gaita charra", que és una flauta de tres forats –dos al davant i un al darrere- que es toca amb una sola mà mentre amb l'altre es toca un tambor. Pertany, per tant, a l'extens grup de flautes de tres forats. Tal com també passa en altres indrets, per exemple en el cas del txistu, els intèrprets són anomenats "tamborileros". Emparentada amb aquesta hi ha la "gaita hurdeña", de la comarca de las Hurdes, a la província de Càceres. A Andalusia, i vinculada a les processons del Rocío, existeix la "gaita rociera" també anomenada "pito rociero" o "flauta rociera", la més inequívoca de les denominacions atès que també és una flauta de tres forats acompanyada de tambor. En tota la província de Huelva (també en la Romeria del Rocío) aquesta mateixa flauta s'anomena flauta o gaita, que al costat del tambor o tamboril, participa en variades festes i celebracions, Creus de Maig, romeries, o acompanyant les danses d'espases i altres danses d'homes a la serra i l'Andévalo de Huelva.

### Instruments de la família de la viola de roda
"Gaita zamorana" és el nom que rep la viola de roda pròpia de la província de Zamora un dels molts territoris de la península Ibèrica on aquest instrument havia estat d'ús habitual i tradicional. A les Astúries, la viola de roda és coneguda amb el nom de "Gaita de rabíl". Possiblement el nom vingui donat pel fet que, malgrat les grans diferències entre les cornamuses i les violes de roda comparteixen dos elements característics com són el so continuat i la presència de bordons.